# Institut professionnel des agents immobiliers
 (juin 2020).
L'Institut Professionnel des Agents Immobiliers (IPI) (Néerlandais : Beroepsinstituut van vastgoedmakelaars) constitue l'organe de contrôle et de discipline des agents immobiliers belges et est placé sous la tutelle du Ministre fédéral belge des Indépendants. 

## Missions et compétences
L'IPI s'est vu confier un certain nombre de missions clairement définies par la loi. L'Institut vérifie que toute personne active sur le marché immobilier belge en tant qu'intermédiaire dans la vente ou la location ou en tant que syndic respecte les exigences légales pour exercer ainsi que les règles du Code de déontologie des agents immobiliers. 
Une personne ne peut porter le titre d'agent immobilier et exercer sous le statut d'indépendant que si elle dispose d’un numéro d'agréation IPI, communément appelé « numéro IPI ». Ceux qui sont inscrits au tableau des titulaires ou sur la liste des stagiaires de l'IPI, sont sous la supervision de l’IPI et doivent respecter les règles déontologiques de l'Institut. Par l'intermédiaire de ses Chambres disciplinaires, l'IPI dispose du pouvoir d'accorder ou de retirer les agréments. 

## Structure
L'IPI se compose de différents départements ou organes créés selon les principes de la séparation des pouvoirs. C'est la raison pour laquelle personne ne peut siéger dans plus d'un organe à la fois. Chaque organe comprend (presque exclusivement) des agents immobiliers élus.

### Conseil national
Le Conseil national représente l'organe législatif, le Parlement, et détermine notamment les règles déontologiques de l'agent immobilier, consignées au sein du « code de déontologie ». Le Conseil national est composé paritairement de 36 membres élus : 18 membres titulaires et 18 membres suppléants (9 néerlandophones et 9 francophones chacun). Ces membres sont des agents immobiliers élus par leurs confrères agents immobiliers.

### Bureau
Le Bureau, organe exécutif, est composé de quatre membres du Conseil national : deux néerlandophones et deux francophones. Le Bureau est responsable du fonctionnement quotidien de l’IPI, et plus particulièrement de l'exécution des décisions du Conseil national ainsi que de la gestion des membres du personnel. Chacun des quatre membres du Bureau a sa fonction propre : président, premier vice-président, deuxième vice-président, trésorier. Alternativement, les membres néerlandophones et francophones sont soit président et deuxième vice-président, soit premier vice-président et trésorier.

### Chambres
Enfin, les Chambres constituent les tribunaux qui statuent de manière indépendante sur les plaintes déposées à l'encontre des agents immobiliers. En cas de plainte, un avocat nommé par le ministre décidera si les faits justifient une procédure disciplinaire. Cet assesseur juridique, « procureur de l'agent immobilier », peut décider de faire traiter une plainte par la Chambre exécutive de l'IPI (CE), le tribunal disciplinaire de première instance de l’Institut, ou de la classer sans suite. Ce tribunal disciplinaire est également composé d'agents immobiliers élus, présidés par un magistrat ou un avocat désigné par le Roi. La CE peut imposer diverses sanctions disciplinaires, allant d'un simple avertissement à une radiation. Un appel peut être interjeté contre une décision de la CE. Dans ce cas, le dossier est traité par la Chambre d'appel (CdA) également présidée un magistrat ou avocat désigné par le Roi et où siègent d’autres agents immobiliers élus. 

## Établissement
« Avant 1993, n'importe qui pouvait devenir agent immobilier. Il en a résulté, pour les consommateurs comme pour les professionnels, une prolifération malsaine, une concurrence déloyale et des pratiques peu honnêtes de la part de certains, qui ont terni la réputation de l'industrie. Peu à peu, la prise de conscience de la nécessité d'une réglementation s'est accrue », estime l'IPI.

Afin de réglementer la profession d'agent immobilier, l'IPI a été créé en Belgique sous la forme d'une corporation professionnelle de droit public, « une institution indépendante et autonome à caractère représentatif : les membres des différents organes sont élus parmi et par les agents immobiliers ».

L'Institut a été créé par l'arrêté royal du 6 septembre 1993 protégeant le titre professionnel et l'exercice de la profession d'agent immobilier, qui s'appuie sur la loi-cadre du 1er mars 1976 relative à la réglementation de la protection du titre professionnel et à l'exercice des professions intellectuelles prestataires de services.

La législation s'applique aux personnes physiques exerçant la profession sous le statut d'indépendant à titre principal ou à titre complémentaire. Les personnes morales peuvent également s'inscrire auprès de l'Institut professionnel des agents immobiliers,.